# Martha Maldonado Zepeda
Martha Maldonado Zepeda (Ensenada, Baja California, 1945 - La Habana, Cuba, 2010) fue una política, guerrillera y activista social mexicana de izquierda. Fue diputada federal de 1991 a 1994.

## Biografía
Nacida en Ensenada, Baja California, Martha Maldonado fue hija de Braulio Maldonado Sández, el primer gobernador constitucional del estado de Baja California, cargo que ejerció de 1953 a 1959. 
Estudió lengua rusa y Economía en la Universidad de la Amistad de los Pueblos Patricio Lumumba de Moscú de 1963 a 1968, en la hoy extinta Unión de Repúblicas Socialistas Soviéticas (URSS). Junto con otros estudiantes de la misma universidad, fundó el Movimiento de Acción Revolucionaria (MAR). Más tarde, se integró a la Liga Comunista 23 de Septiembre. Como miembro de la liga participó el 12 de abril de 1973 en uno de sus principales acciones, la expropiación de la empresa IEM en Valle Caylán, Ciudad de México.
Perseguida política, vivió durante 13 años en la clandestinidad en México y Estados Unidos. Después de promulgada la Ley de Amnistía en 1978, Maldonado permaneció aún algunos años oculta, pues no confiaba en un régimen que había desaparecido a numerosas personas a lo largo de la Guerra Sucia en México. Hacia 1985 se reintegró a la actividad política y en 1988 apoyó la candidatura de Cuauhtémoc Cárdenas Solórzano, que fue postulado por el Frente Democrático Nacional. Ella, a su vez, fue candidata a senadora por el estado de Baja California, entidad en la que el entusiasmo por la campaña de Cárdenas y la abundante votación desactivaron el fraude electoral orquestado en favor del candidato del PRI, Carlos Salinas de Gortari.
Al año siguiente, 1989, fue postulada candidata a la gubernatura de Baja California por el naciente Partido de la Revolución Democrática —sucesor del FDN— y por el Partido Auténtico de la Revolución Mexicana. Su postulación no fue apoyada por todos los partidos del antiguo FDN, siendo uno de los primeros signos de su división. En la elección enfrentó al candidato del PAN, Ernesto Ruffo Appel, y a la candidata del PRI, Margarita Ortega Villa. El triunfo le correspondió al panista Ruffo, siendo por primera reconocida la victoria de un candidato opositor al PRI.
En 1991 fue elegida diputada federal por la vía plurinominal a la LV Legislatura (1991-1994). Tras ello, se alejó del PRD, al no coincidir ideológicamente con su dirigencia.
Falleció en La Habana, Cuba, donde era atendida por una afección de cáncer.